# Пурпура
Пурпура или пелиоза је присуство крвних излива на кожи, најчешће као последица крварења ткива и слузокоже. У бројне узроке спадају и оштећења зидова малих артерија (настала услед неке алергијске реакције или недостатка витамина), као и недостатка крвних плочица или тромбоцита (до којег долази услед болести као што је lupus erythematosus и компликација које настају код леукемије или хемотерапије).